# IC 467
IC 467 је спирална галаксија у сазвјежђу Жирафа која се налази на листи објеката дубоког неба у Индекс каталогу.
Деклинација објекта је + 79° 52' 21" а ректасцензија 7h 30m 17,8s. Привидна величина (магнитуда) објекта IC 467 износи 12,3 а фотографска магнитуда 13,0. Налази се на удаљености од 30,833 милиона парсека од Сунца. IC 467 је још познат и под ознакама UGC 3834, MCG 13-6-7, CGCG 348-35, IRAS 07218+7958, CGCG 349-5, KCPG 132B, PGC 21164.